# 러시아의 섬 목록

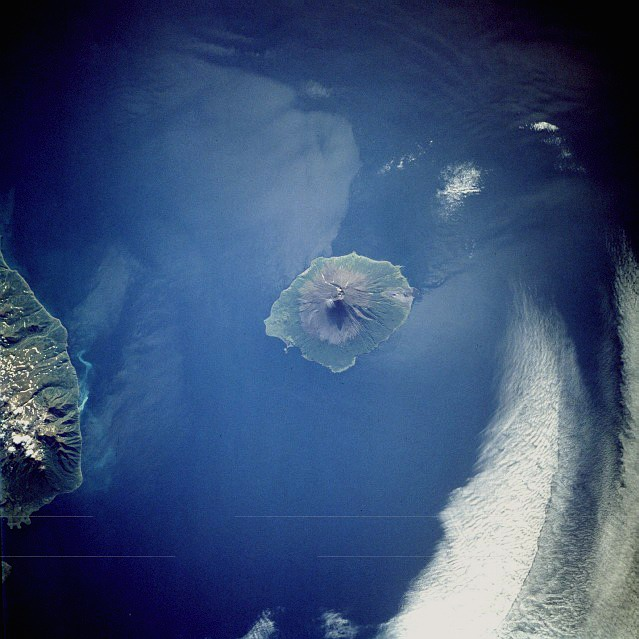
1992년 9월 우주에서 촬영한 러시아 쿠릴 열도의 아틀라소프섬

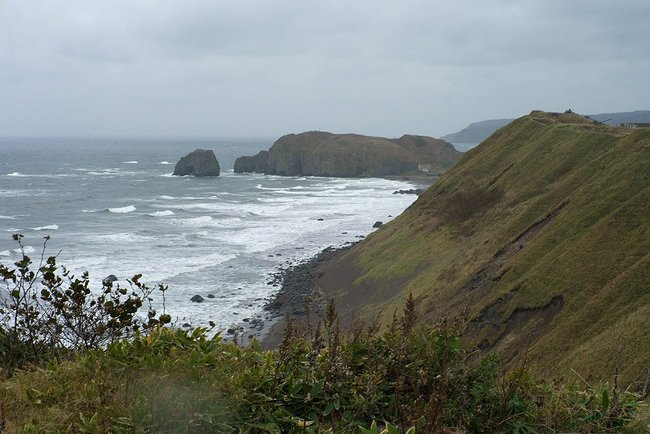
2010년 11월 드미트리 메드베데프 러시아 전 대통령이 쿠릴 열도 쿠나시르섬에서 찍은 사진

러시아의 섬 목록은 섬 면적의 3000평(1,158 평방킬로미터)이상의 면적을 가진 러시아의 모든 섬과 작은 섬들 중 일부를 포함한다.

## 러시아의 섬 목록
- 그라함벨섬 (제믈랴프란차이오시파 제도)
- 게오르가섬 (제믈랴프란차이오시파 제도)
- 노바야시비리섬 (노보시비르스크 제도)
- 딕손섬
- 데론가 제도 (노보시비르스크 제도)
- 라트마노프섬
- 루돌프섬 (제믈랴프란차이오시파 제도)
- 말리타이미르섬 (세베르나야제믈랴 제도)
- 메주두샤르스키섬 (노바야제믈랴 제도)
- 바이가치섬
- 볼쇼이랴콥스키섬 (노바야제믈랴 제도)
- 볼쇼이샨타르섬 (샨타르스키예 제도)
- 볼셰비크섬 (세베르나야제믈랴 제도)
- 브란겔섬
- 비세섬
- 빌체카섬 (제믈랴프란차이오시파 제도)
- 베네타섬 (노보시비르스크 제도)
- 베네트섬 (데론가 제도)
- 벨리섬
- 벨콥스키섬 (노보시비르스크 제도)
- 사할린섬
- 솔로베츠키예 제도
- 슘슈섬 (쿠릴 열도)
- 스치미타섬
- 시무시르섬 (쿠릴 열도)
- 시아슈코탄섬 (쿠릴 열도)
- 세베르니섬 (노바야제믈랴 제도)
- 아나바리스키잘리프섬
- 아틀라소프섬 (쿠릴 열도)
- 아욘섬
- 알렉산드라섬 (제믈랴프란차이오시파 제도)
- 오네코탄섬 (쿠릴 열도)
- 우루프섬 (쿠릴 열도)
- 우샤코바섬
- 유즈니섬 (노바야제믈랴 제도)
- 이오니섬
- 이투루프섬 (쿠릴 열도)
- 조호바섬 (데론가 제도)
- 코텔니섬 (노보시비르스크 제도)
- 콜구예프섬
- 콤소몰레츠섬(세베르나야제믈랴 제도)
- 쿠나시르섬 (쿠릴 열도)
- 파라무시르섬(쿠릴 열도)
- 피오네르섬(세베르나야제믈랴 제도)